# Leeuwmens
|                                        |  |  |
| De Leeuwmens na de derde reconstructie |  |  |

De Leeuwmens (Duits: Löwenmensch) is een ivoren standbeeldje uit het Aurignacien (late fase van de Oude Steentijd), gemaakt tussen circa 41.000 en 39.000 jaar geleden. Daarmee is het een van de oudste en zeker een van de grootste en meest uitgewerkte figuratieve sculpturen. De 31,1 cm hoge figuur is therianthropisch, d.w.z. half mens half dier (hier een holenleeuw).

## Ontdekking en reconstructie
Het beeldje werd op 25 augustus 1939 ontdekt in de Stadelgrotten van de Schwäbische Alb in Duitsland. De geoloog Otto Völzing, net opgeroepen voor legerdienst, was met zijn schoffel op een hard voorwerp gestoten dat hij versplinterd had. Door het uitbreken van de Tweede Wereldoorlog konden de opgravingen niet naar behoren worden afgerond. De doos met stukken en schilfers kwam terecht in het Ulmer Museum, waar Joachim Hahn pas in 1969 tot de bevinding kwam dat de fragmenten een figuur vormden. In 1970 presenteerde het museum een eerste poging tot reconstructie. 
In 1988 volgde een grondigere inspanning. Paleontologe Elisabeth Schmid assembleerde 220 fragmenten met voor het eerst de leeuwenkop. Na nieuwe opgravingen in 2011 en een bijkomend ziften van het materiaal uit 1939, werden onverwacht 575 nieuwe fragmenten gevonden. Dit leidde tot een derde reconstructie, die toeliet om het te vervolledigen ter hoogte van de nek, rug en rechterarm.
Sedert 2002 is de Leeuwmens te bezichtigen in het Ulmer Museum.

## Beschrijving en interpretatie
Het ivoren beeldje is gemaakt uit de slagtand van een jonge mammoet. De beeldhouwer heeft een silexwerktuig gebruikt en heeft het resultaat daarna met leer en speeksel gepolijst. Het beeldje is 31,1 centimeter hoog (vóór de reconstructie van 2012-2013 was dat 29,6 cm).
De rechtopstaande houding en de benen en voeten suggereren dat het om een mens gaat, maar het hoofd is dat van een holenleeuw en de armen zijn als achterpoten. Het geslacht is mannelijk. Hahn had het fragment tussen de benen voor een "penis in hangende positie" genomen, maar volgens Schmid ging het om een schaamdriehoek. Oorspronkelijk bleek het echter een rechthoekig plaatje te zijn, op te vatten als gestileerde mannelijke genitaliën.
Op de linkerkant zijn drie versieringen aangebracht, waaronder zes horizontale strepen op de bovenarm en twaalf kerven in het oor.
Door de schaarse gegevens over de culturele context, staat het kunstwerk open voor meerdere interpretaties. Op het eerste gezicht is het een mythisch wezen, half mens half dier. Een andere mogelijkheid is dat het een sjamaan voorstelt die de huid van een holenleeuw om zich heen heeft geslagen. In 2002 werd in de nabijgelegen grot Hohle Fels een gelijkaardige, maar veel kleinere leeuwmens uit dezelfde periode gevonden.

## Verder lezen
- Ulmer Museum (red.) (2005), Der Löwenmensch. Geschichte – Magie – Mythos

## Voetnoten
1. ↑  Claus-Joachim Kind, Nicole Ebinger-Rist, Sibylle Wolf, Thomas Beutelspacher en Kurt Wehrberger, "The smile of the Lion Man. Recent excavations in Stadel Cave (Baden-Württemberg, south-western Germany) and the restoration of the famous Upper Palaeolithic figurine", Quartär 61, 2014, p. 129-145. DOI:10.7485/QU61_07
2. ↑  Is the Lion Man a Woman? Solving the Mystery of a 35,000-Year-Old Statue, Der Spiegel, 9 december 2011. Gearchiveerd op 20 juni 2023.
3. ↑  Claus-Joachim Kind, Nicole Ebinger-Rist, Sibylle Wolf, Thomas Beutelspacher en Kurt Wehrberger, "The smile of the Lion Man. Recent excavations in Stadel Cave (Baden-Württemberg, south-western Germany) and the restoration of the famous Upper Palaeolithic figurine", Quartär 61, 2014, p. 136. DOI:10.7485/QU61_07
4. ↑  Lion Man figurine gets new pieces, older date, The History Blog, 6 februari 2013. Gearchiveerd op 25 december 2022.
5. ↑  Claus-Joachim Kind, Nicole Ebinger-Rist, Sibylle Wolf, Thomas Beutelspacher en Kurt Wehrberger, "The smile of the Lion Man. Recent excavations in Stadel Cave (Baden-Württemberg, south-western Germany) and the restoration of the famous Upper Palaeolithic figurine", Quartär 61, 2014, p. 142. DOI:10.7485/QU61_07